# Therippia signata
Therippia signata là một loài bọ cánh cứng trong họ Cerambycidae.